# Институт истории и этнологии имени Ч. Ч. Валиханова
Институт истории и этнологии имени Ч. Ч. Валиханова КН МНВО РК (каз. ҚР ҒЖБМ ҒК Ш. Ш. Уәлиханов атындағы Тарих және этнология институты; ИИЭ), ранее Институт истории, археологии и этнографии АН Казахской ССР (ИИАЭ), — научно-исследовательский институт в Алматы, Казахстан, основанный в 1945 году и действующий в составе Комитета науки Министерства науки и высшего образования Республики Казахстан. Является головным научным и координирующим учреждение в области исторических наук в Казахстане. Директор — З. Е. Кабульдинов.

## История
Предшественник — Казахский научно-исследовательский институт национальной культуры, созданный в 1933 году в составе Казахстанской базы Академии наук СССР. В 1941 году на его основе был создан Институт языка, литературы и истории Казахского филиала АН СССР.
В 1945 году из состава Института языка, литературы и истории был выделен Институт истории, археологии и этнографии (ИИАЭ). В 1961 году ему было присвоено имя Ч. Ч. Валиханова. В 1991 году из состава ИИАЭ был выделен Институт археологии имени А. Х. Маргулана, а ИИАЭ был переименован в Институт истории и этнологии.
В становление института внесли вклад
- академики АН СССР А. М. Панкратова, Н. М. Дружинин, Б. Д. Греков,
- академики АН Казахской ССР А. Х. Маргулан, А. Н. Нусупбеков, С. Н. Покровский, Р. Б. Сулейменов, С. В. Юшков,
- академик НАН РК М. К. Козыбаев,
- члены-корреспонденты АН Казахской ССР Е. Б. Бекмаханов, Г. Ф. Дахшлейгер, Б. С. Сулейменов и другие[2].

## Деятельность
Проводит фундаментальные исследования по истории Казахстана, этнокультурному развитию казахов, антропологии казахов, источниковедения и другим темам.
Антропологические исследования проводятся в контакте с Институтами физиологии, питания и другими учреждениями данного профиля, а также на базе Института археологии имени А. Маргулана.
Исследования по средневековой истории Казахстана проводятся в контакте с Институтом востоковедения имени Р. Б. Сулейменова и Институтом языкознания имени А. Байтурсынова.
Изучение проблем историографии и источниковедения осуществляется на стыке со смежными отраслями — социально-политической историей документалистики, народной историологией, исторической информатикой и информационной историографией.
В институте выходит научный журнал «Отан тарихы», функционирует докторантура и аспирантура, действует диссертационный совет по защите докторских и кандидатских диссертаций.

## Структура
Состоит из 7 отделов:
- отдел истории Казахстана XX века
- отдел исторической демографии и Ассамблеи народа Казахстана
- отдел историографии, источниковедения и современной методологии
- отдел истории древнего и средневекового Казахстана и сопредельных стран
- отдел истории Казахстана нового времени
- отдел этнологии и антропологии
- отдел всемирной истории и внешних связей

## Директора
- 1946—1948: С. В. Юшков
- 1948—1953: С. Н. Покровский
- 1953—1956: И. С. Горохводатский
- 1956—1982: А. Н. Нусупбеков
- 1983—1984: Б. А. Тулепбаев
- 1984—1988: Р. Б. Сулейменов
- 1988—2002: М. К. Козыбаев
- 2002—2006: М. К. Койгельдиев
- 2006—2007: К. Н. Бурханов
- 2008—2011: С. Ф. Мажитов
- 2011—2017: Х. М. Абжанов
- 2017—н. в.: З. Е. Кабульдинов